# Kalvarienberg (Aiterbach)

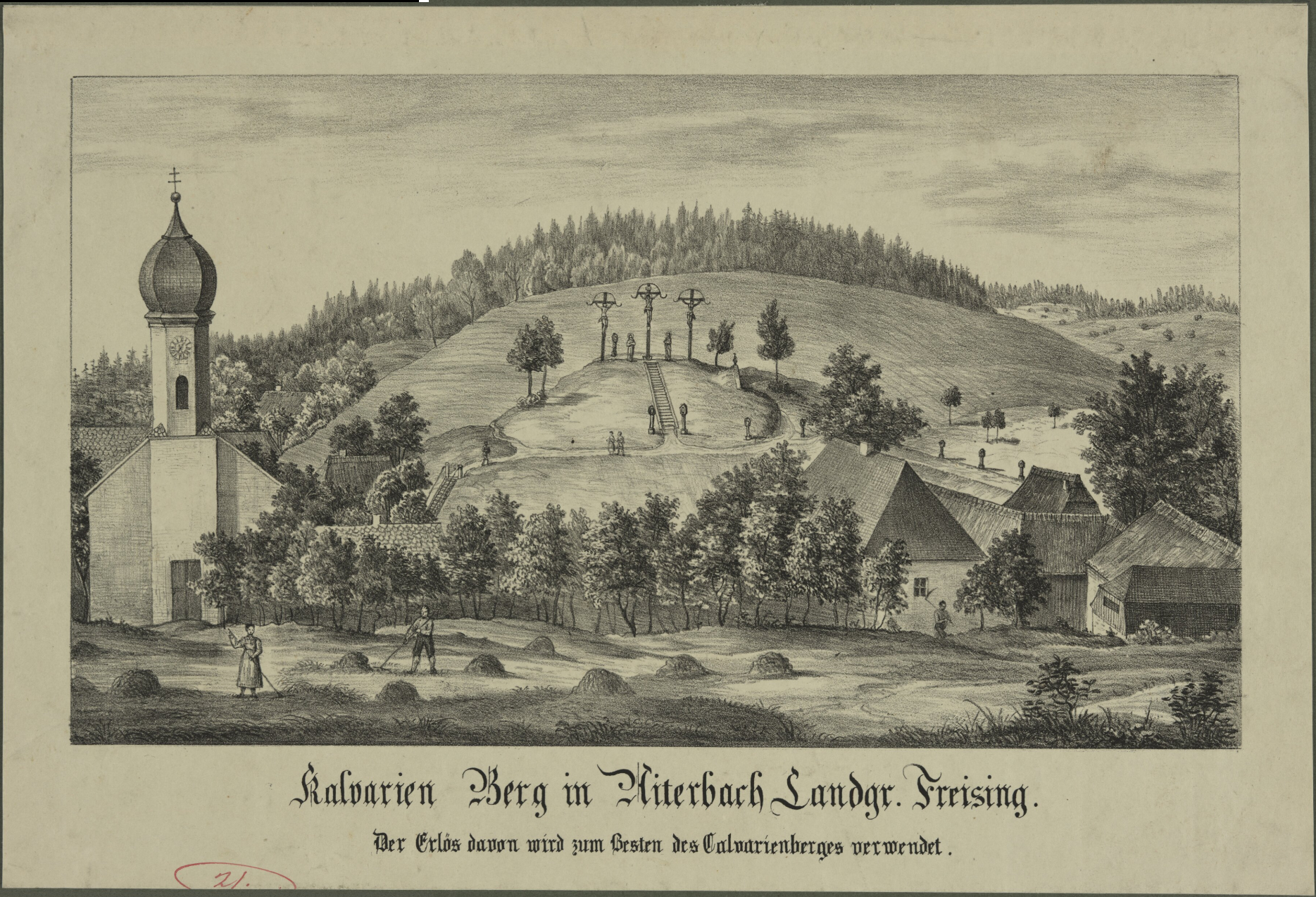
Lithographie ca. 1840

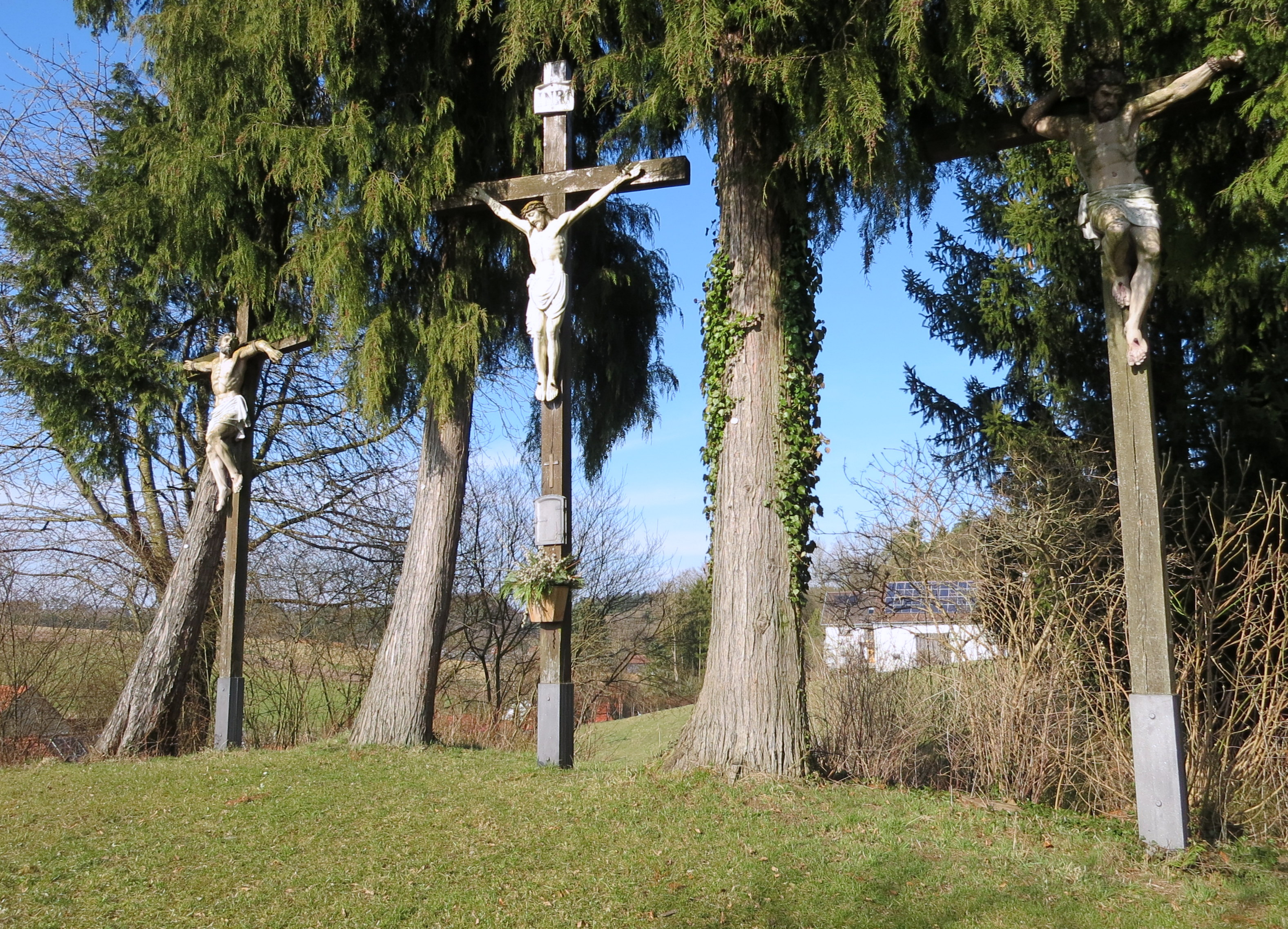
Kalvarienberg – Kreuzigungsgruppe

Der Kalvarienberg ist eine Kreuzigungsgruppe oberhalb von Aiterbach in der Gemeinde Allershausen (Oberbayern). Sie wurde zwischen 1845 und 1846 auf einem mit Fichten bewachsenen Hügel am nordöstlichen Rand des Dorfes gegenüber der Filialkirche St. Brictius errichtet und stellt die Kreuzigung Jesu Christi auf dem Berg Golgota dar.

## Geschichte
Den Anstoß zur Errichtung der Stätte gaben die Bürger Aiterbachs. Der Allershausener Dorfpfarrer Andreas Klarer bat deshalb das Erzbischöfliche Ordinariat in München um Einwilligung. Am 14. April 1845 schrieb er:

„Die Filialgemeinde Aiterbach will auf einem der Kirche gegenüberliegenden kugelförmigen Hügel ein großes sieben Schuh hohes Cruzifix-Bild mit den beiden Schächern aufrichten, und auf dem Wege dahin die Kreuzweg-Stationen in gemalten Bildern aufstellen.“

Als wenige Tage später die Zustimmung zu diesem Plan eintraf, begannen die Dorfbewohner mit dem Bau. Die Kosten dafür trug die Gemeinde. Nach fast einjähriger Bauzeit wurde der Kalvarienberg am Pfingstmontag 1846 geweiht.
Im 19. Jahrhundert entwickelte er sich zu einer katholischen Wallfahrtsstätte. Zahlreiche Votivtafeln aus dieser Zeit zeugen von den Nöten, mit denen die Wallfahrer damals nach Aiterbach kamen.
Die Anlage war mehrmals vom Zerfall bedroht, auch die Andachten kamen zwischenzeitlich zum Erliegen. Zweimal, in den Jahren 1915 und 1978/79 wurde sie von den Bürgern des Ortes umfassend restauriert. In der Woche vor Ostern wird alljährlich in der Dorfkirche eine Nachbildung des Heiligen Grabes aufgebaut. Von ihr führt am Karfreitag eine Prozession den Berg hinauf. An den Kreuzwegstationen wird sie für Gebete unterbrochen. Um die Kirchenglocken zu ersetzen, die in der Zeit zwischen Karfreitag und Ostern nicht läuten, werden die Einwohner des Ortes zu diesem Ritual mit hölzernen Ratschen gerufen. Eine weitere Kreuzwegandacht findet zum Fest Kreuzerhöhung am 14. September statt.

## Beschreibung
Die Gruppe ist mit kleinen Änderungen noch original erhalten. Sie besteht aus drei überlebensgroßen hölzernen Lateinischen Kreuzen. In barockisierender Darstellung befinden sich daran die Figuren von Jesus Christus und der beiden mit ihm hingerichteten Schächer Dismas und Gestas. Den südöstlichen Aufstieg zu den Kreuzen, die Heilige Stiege, säumen steinerne Bildstöcke, in denen die ersten zwölf Stationen des Kreuzweges dargestellt sind. Die zunächst aufgestellten hölzernen Bildsäulen mussten 1859 ersetzt werden. An der Südseite des Hügels befinden sich vier unterirdische Gruftkammern, in denen das Grab Jesu und kleine Altäre aufgebaut sind. Als die hölzernen Kammern baufällig wurden, sperrte die Baubehörde des Bezirksamtes Freising 1862 den Zugang, und 1901 wurden sie gänzlich aufgegeben. Inzwischen sind die Kammern ausbetoniert und bilden nun die letzte Station des Kreuzweges. Ursprünglich gehörten zu dem Ensemble auch zwei Figuren von Johannes und Maria. Sie fehlen heute ebenso wie der westliche Aufgang zum Hügel.

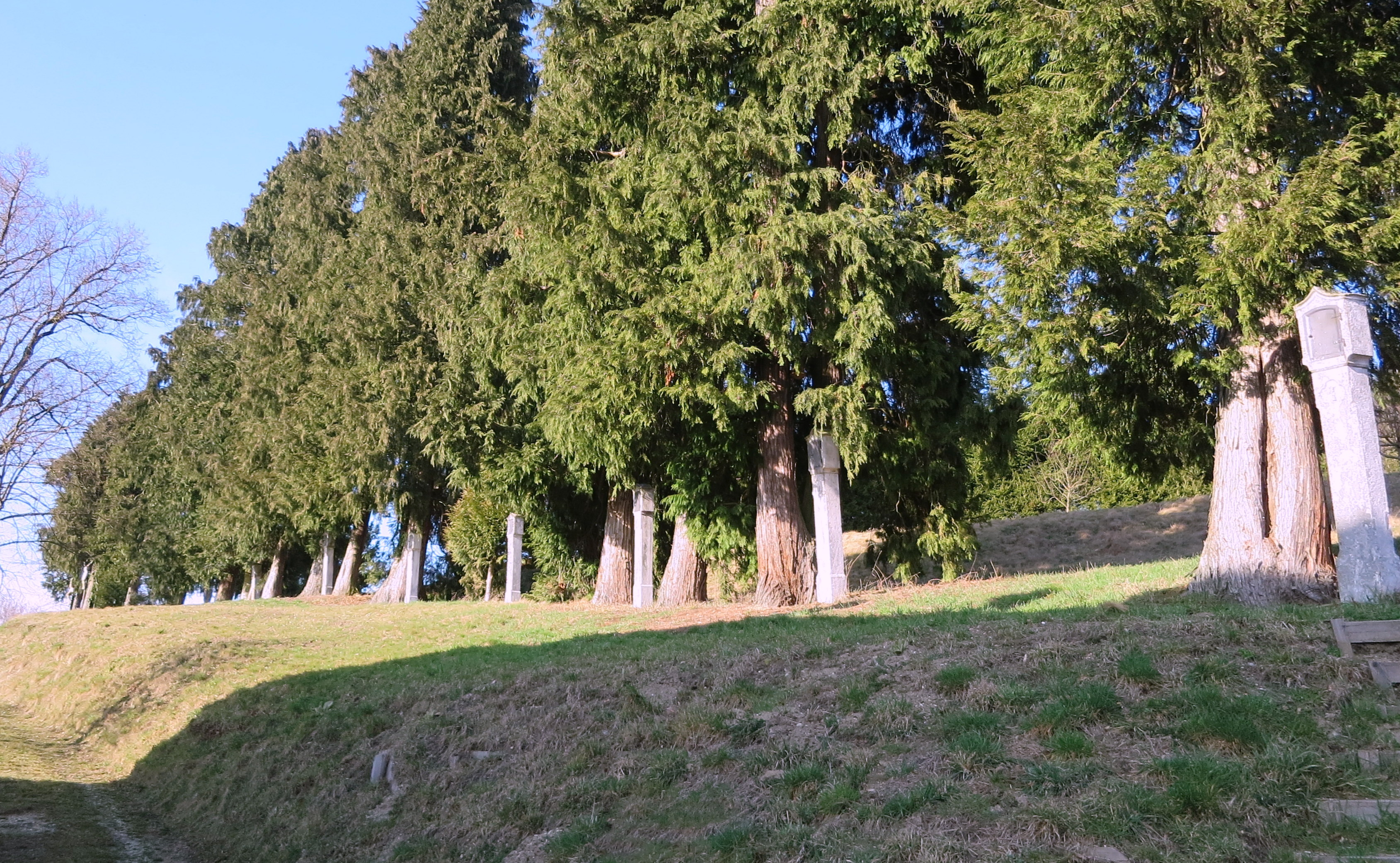
Kreuzwegstationen zwischen den Fichten
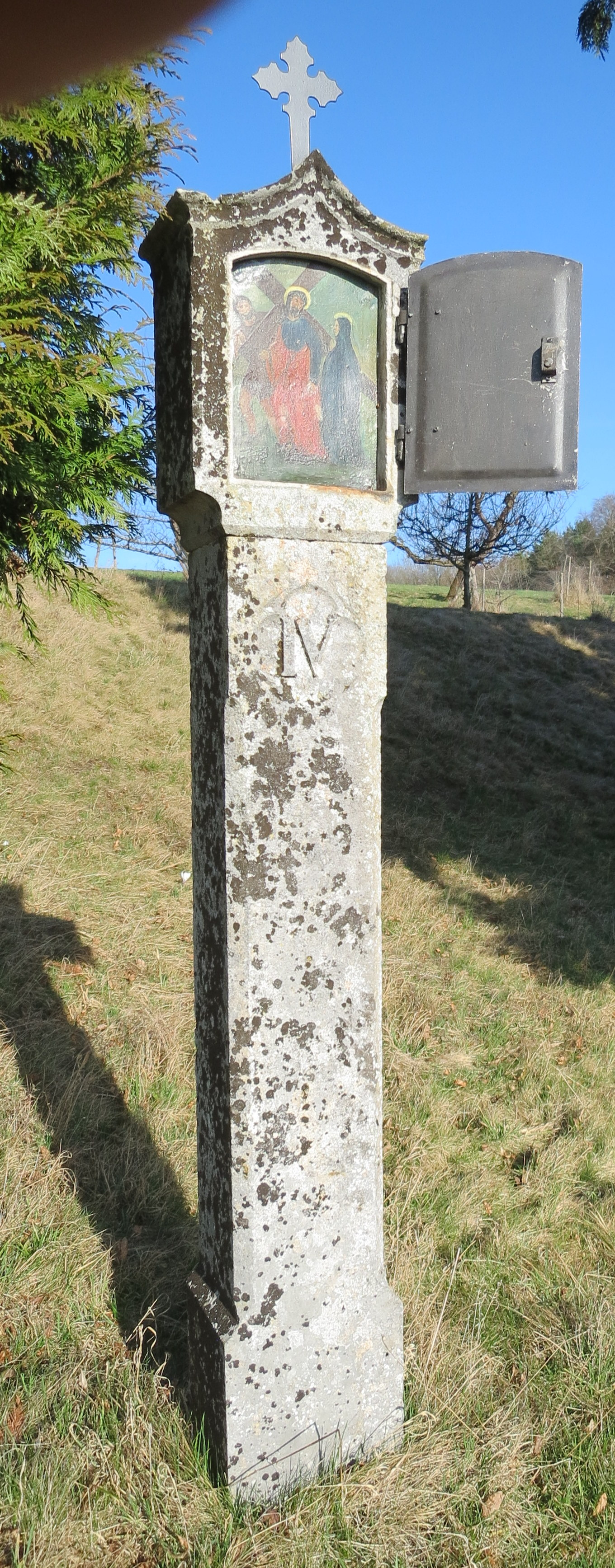
Kreuzwegstation
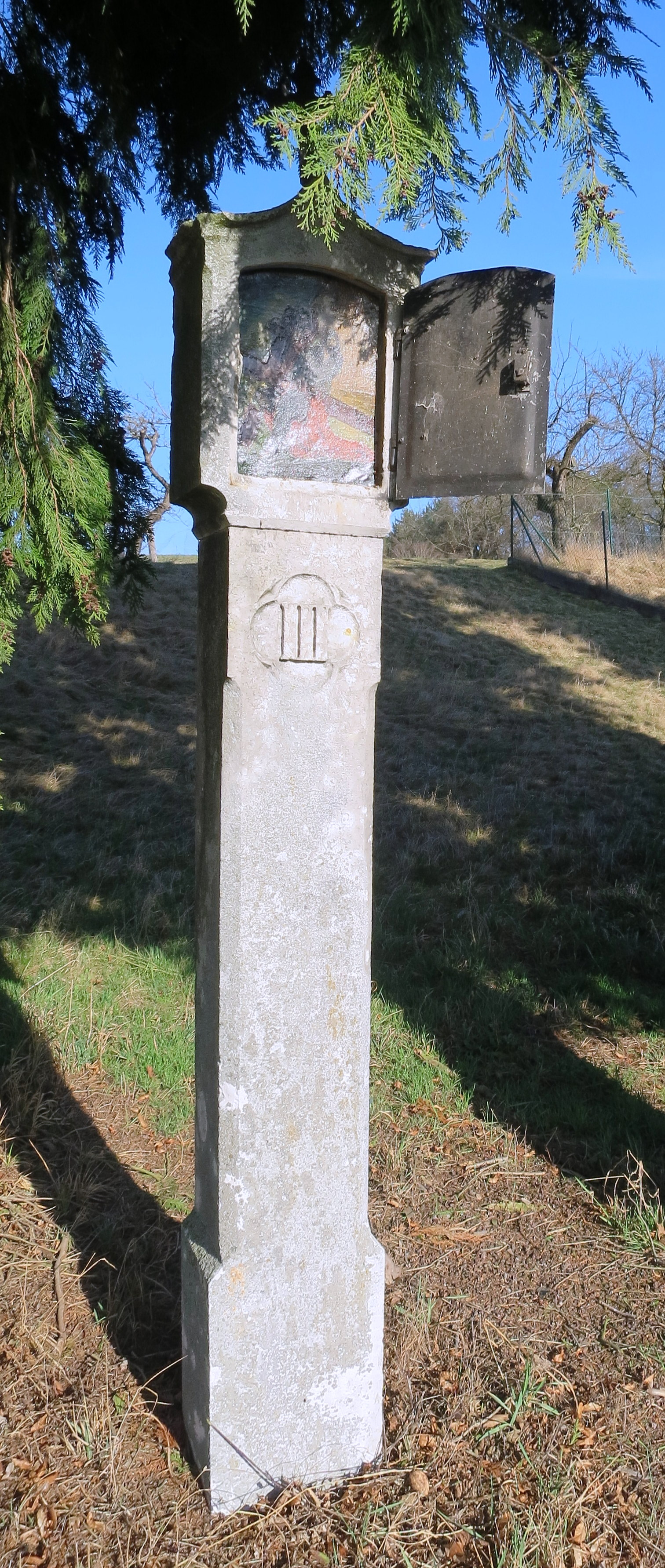
Kreuzwegstation
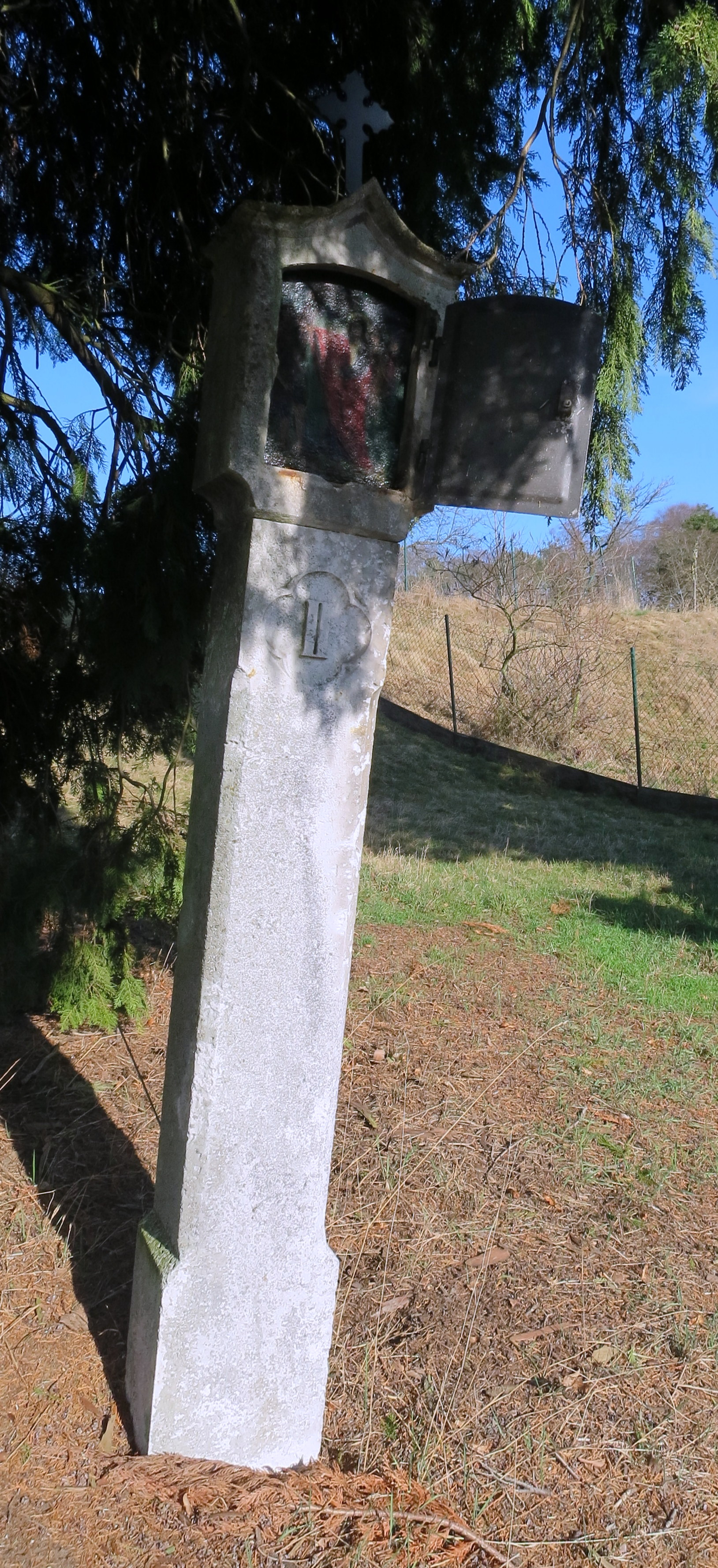
Kreuzwegstation
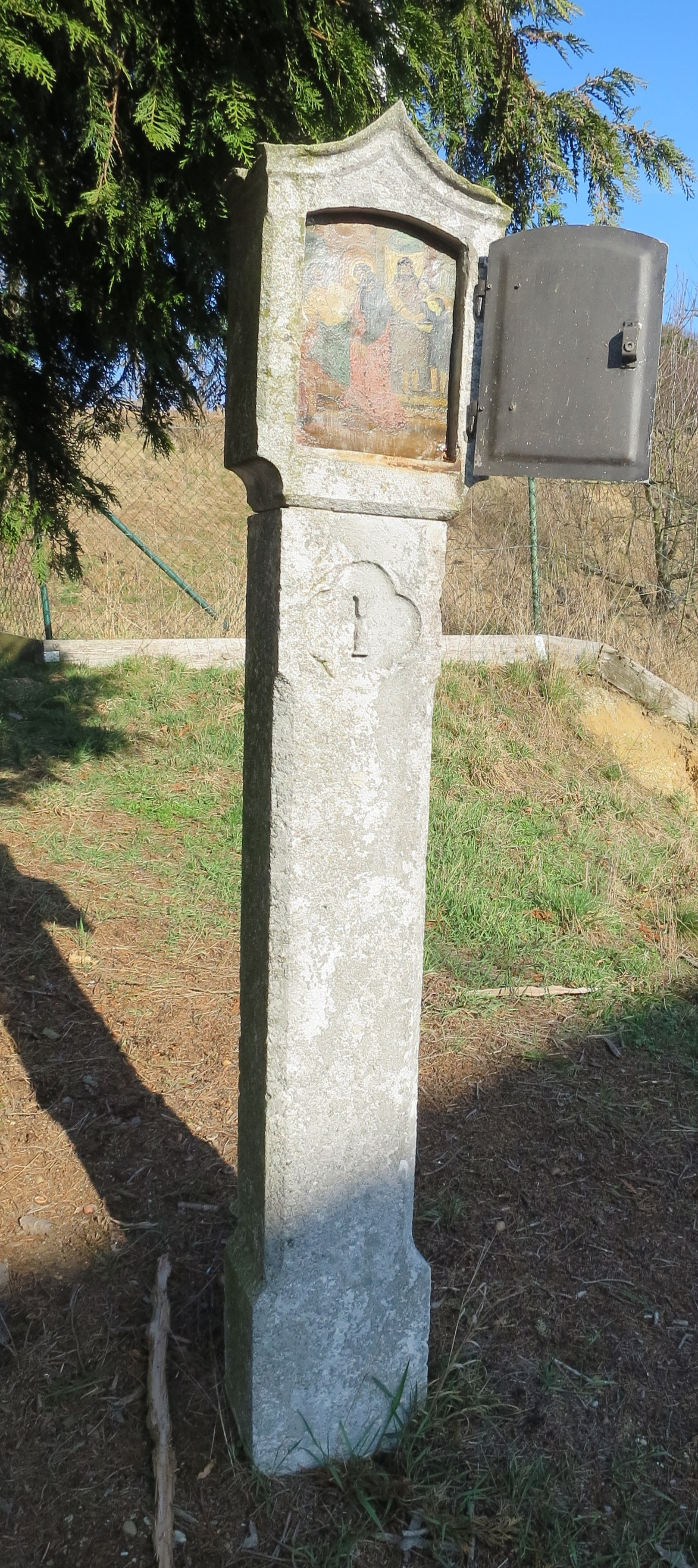
Kreuzwegstation
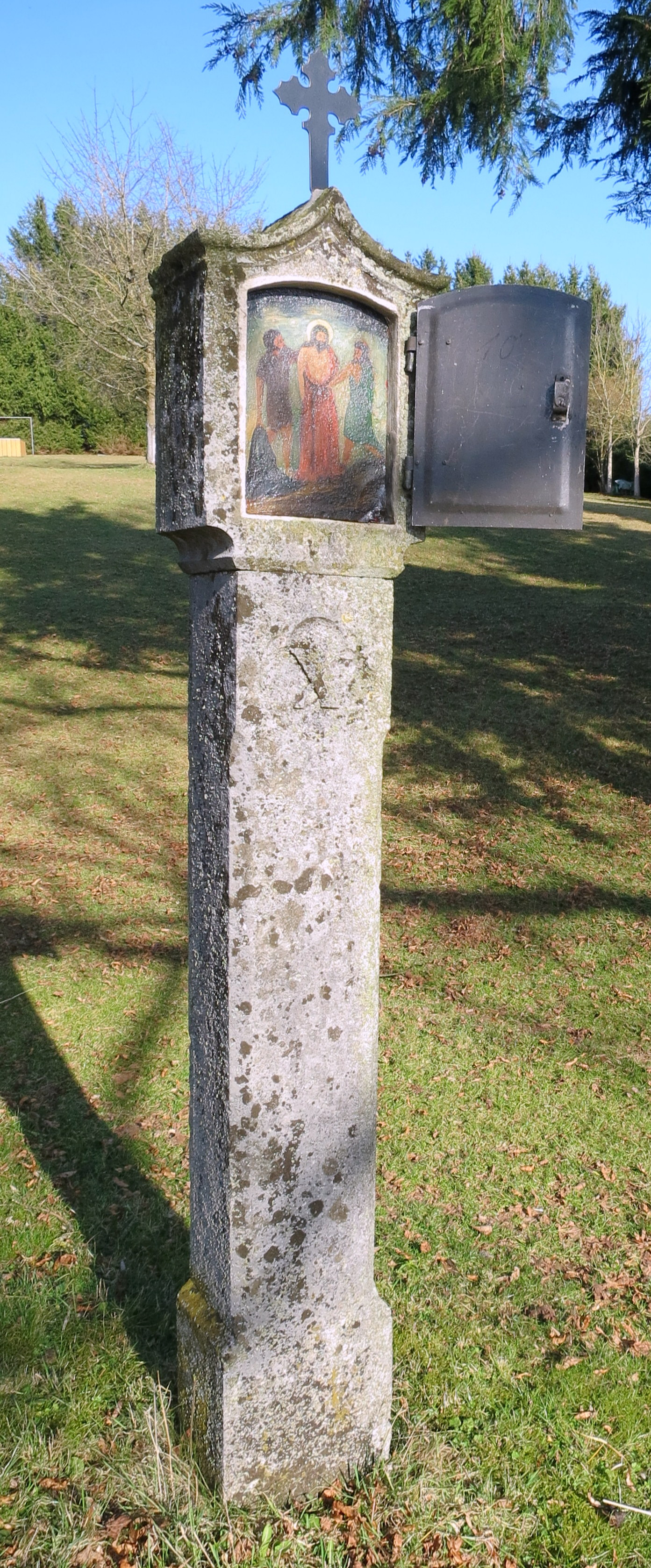
Kreuzwegstation
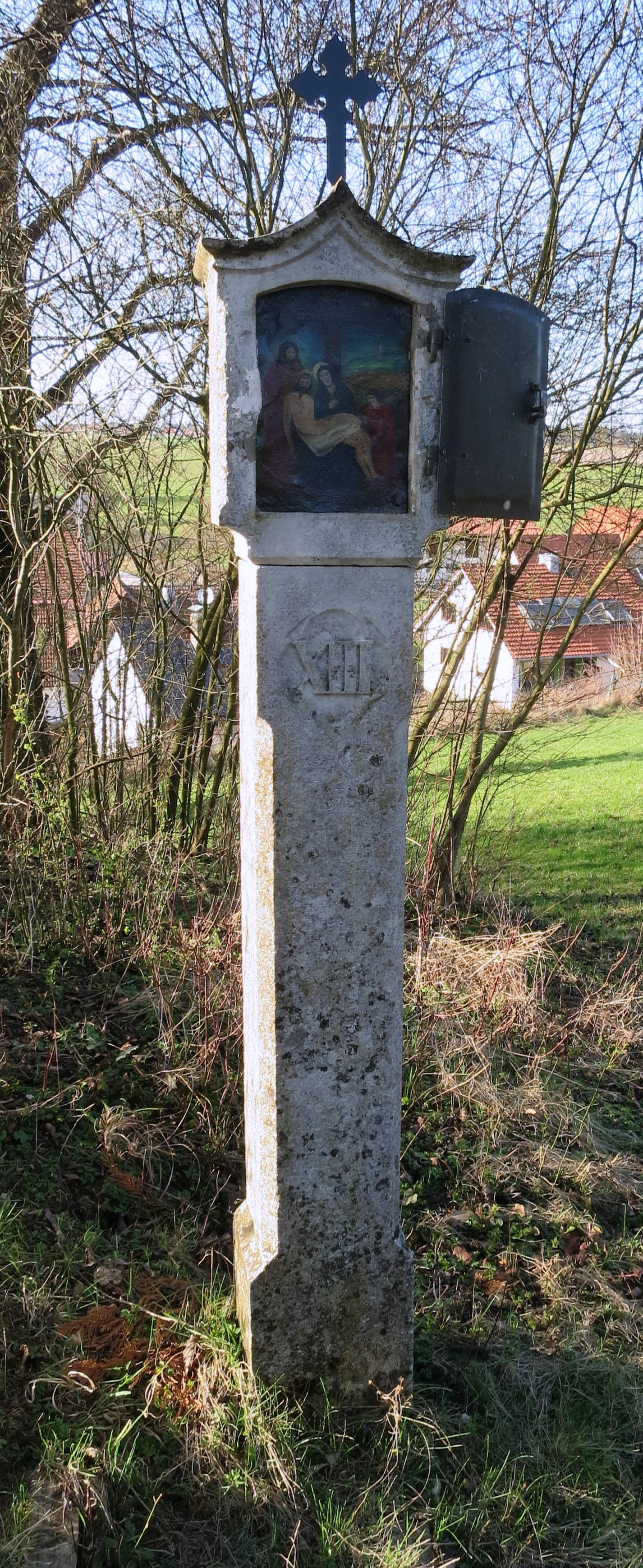
Kreuzwegstation
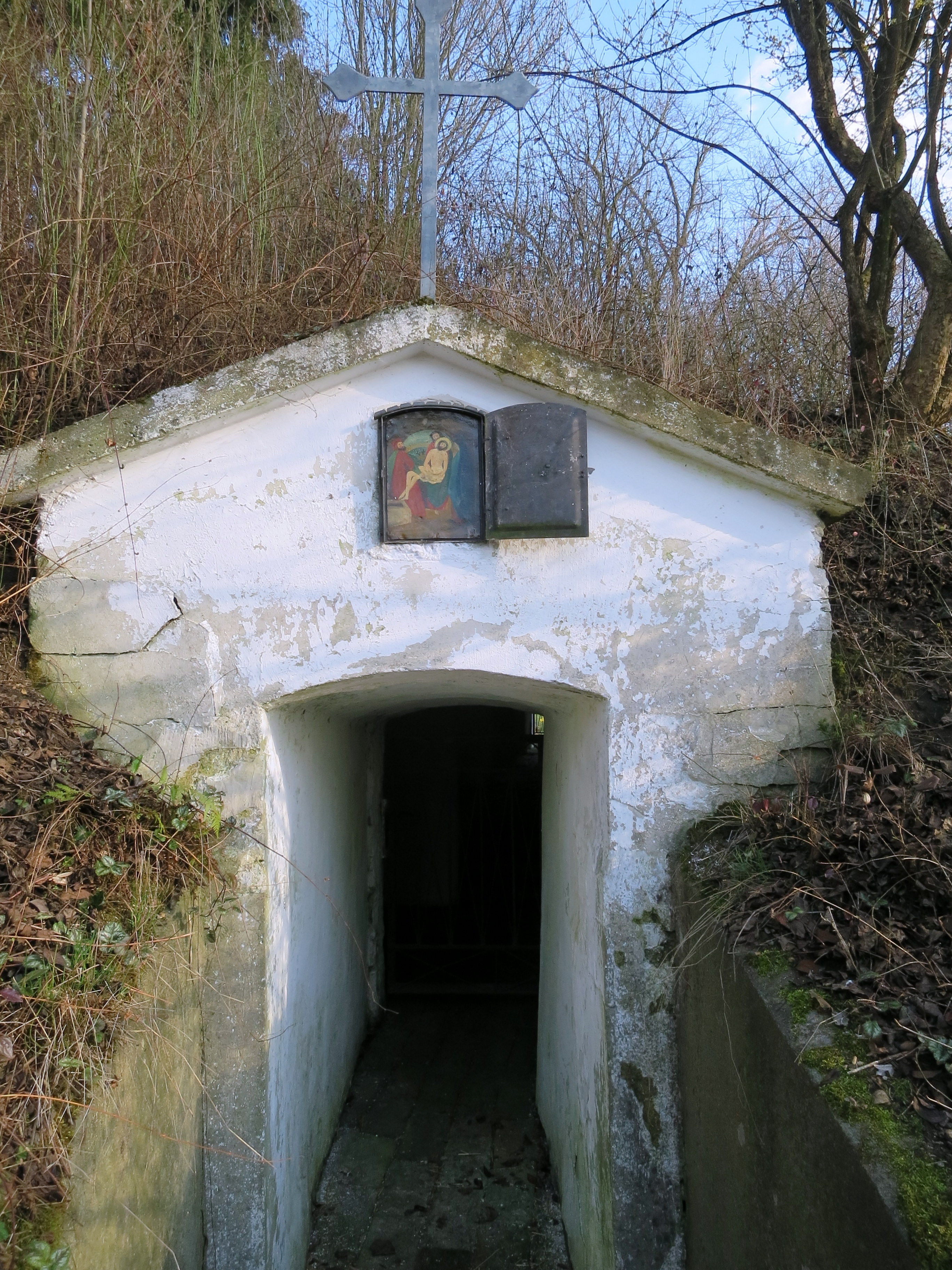
Westlicher Eingang zum Heiligen Grab
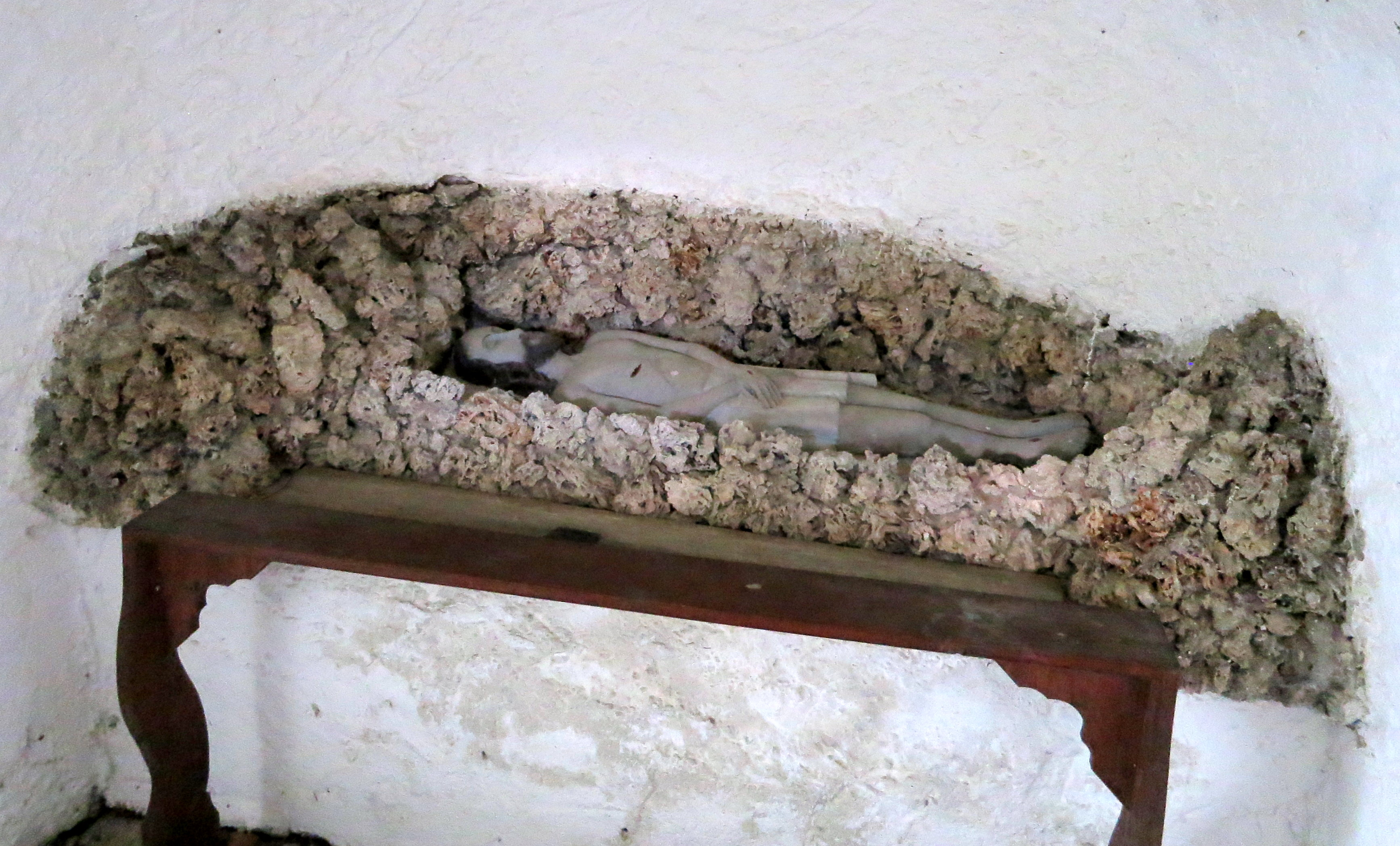
Heiliges Grab mit Leichnam Jesu
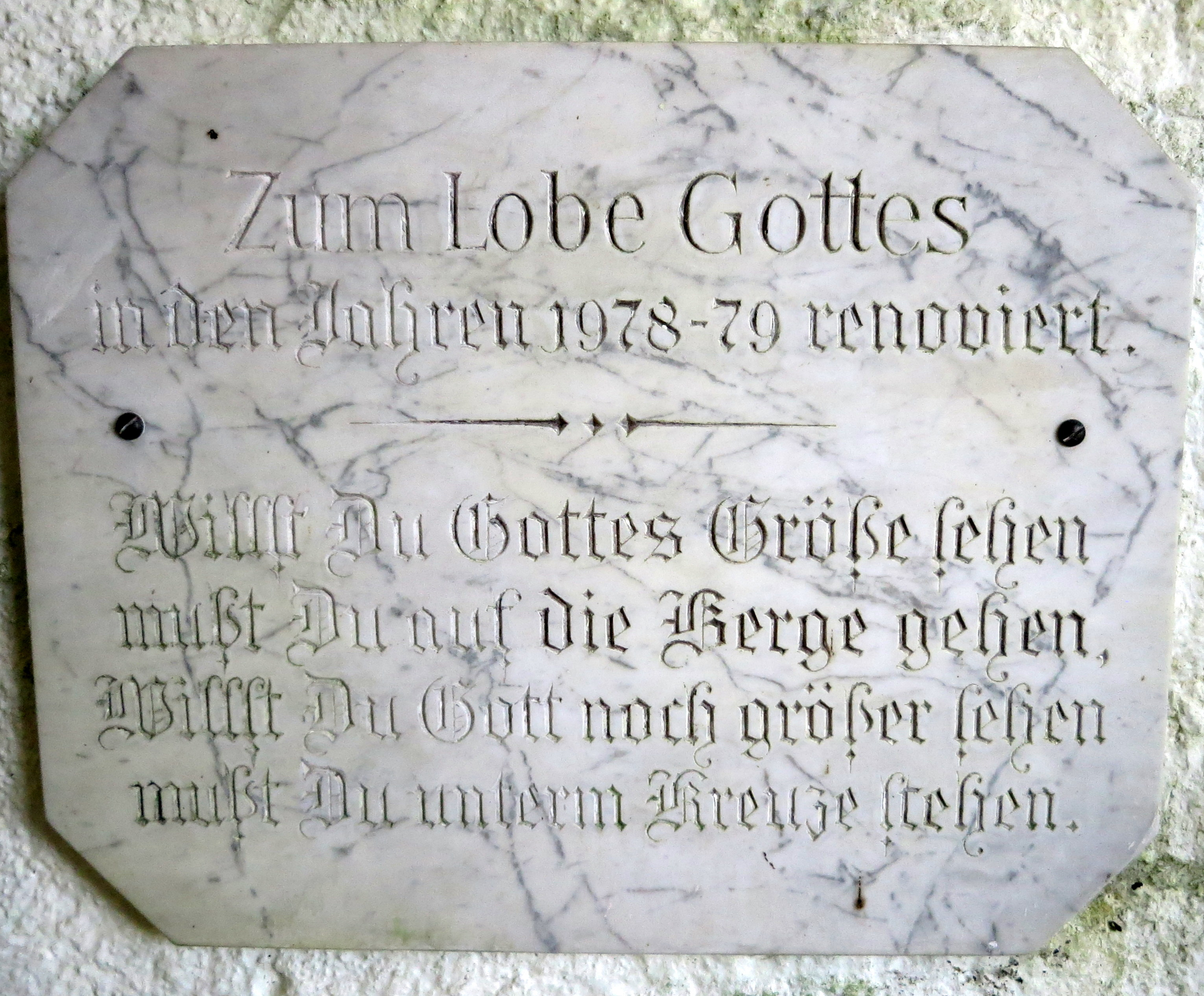
Inschrifttafel
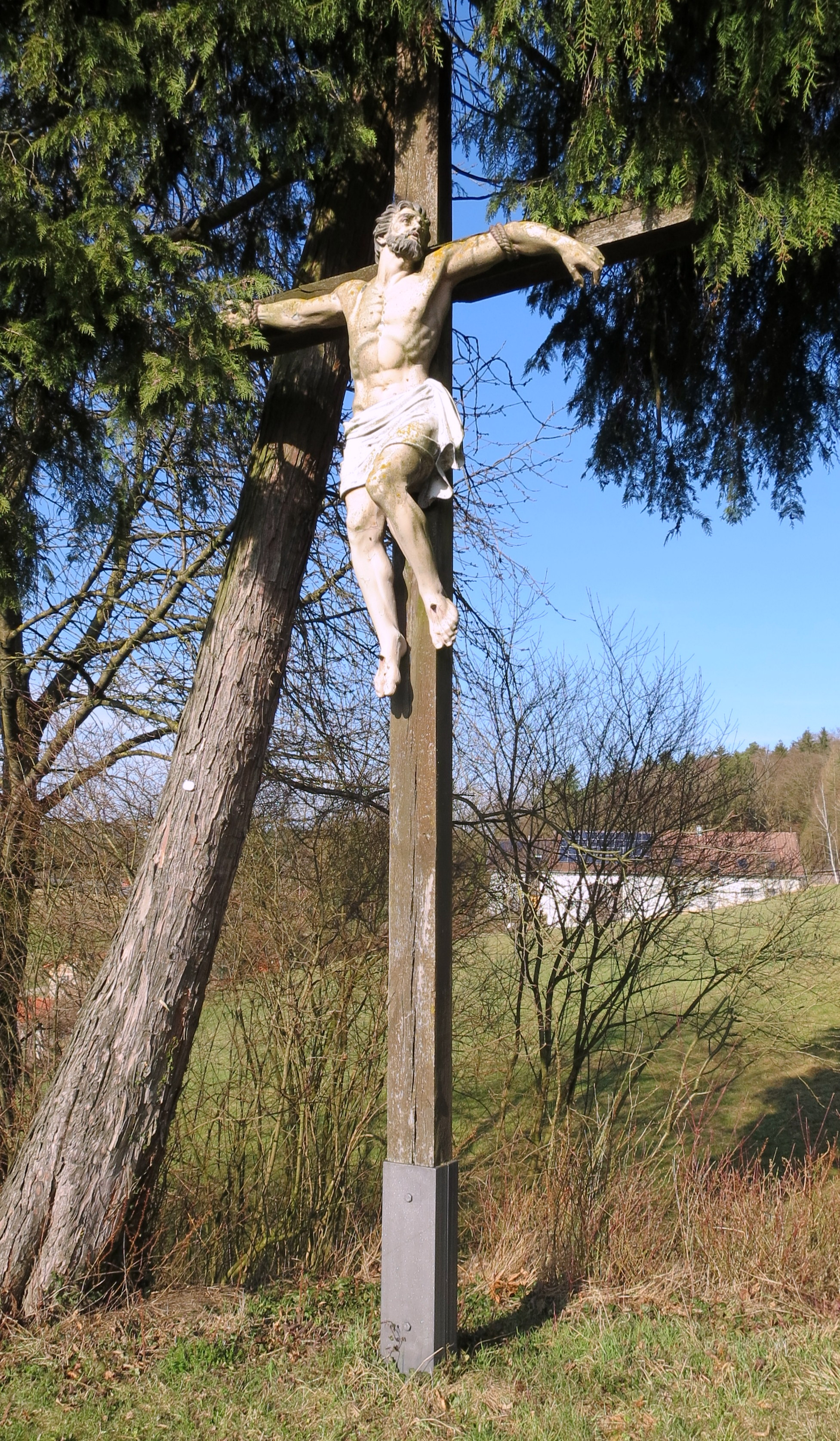
Erster Schächer
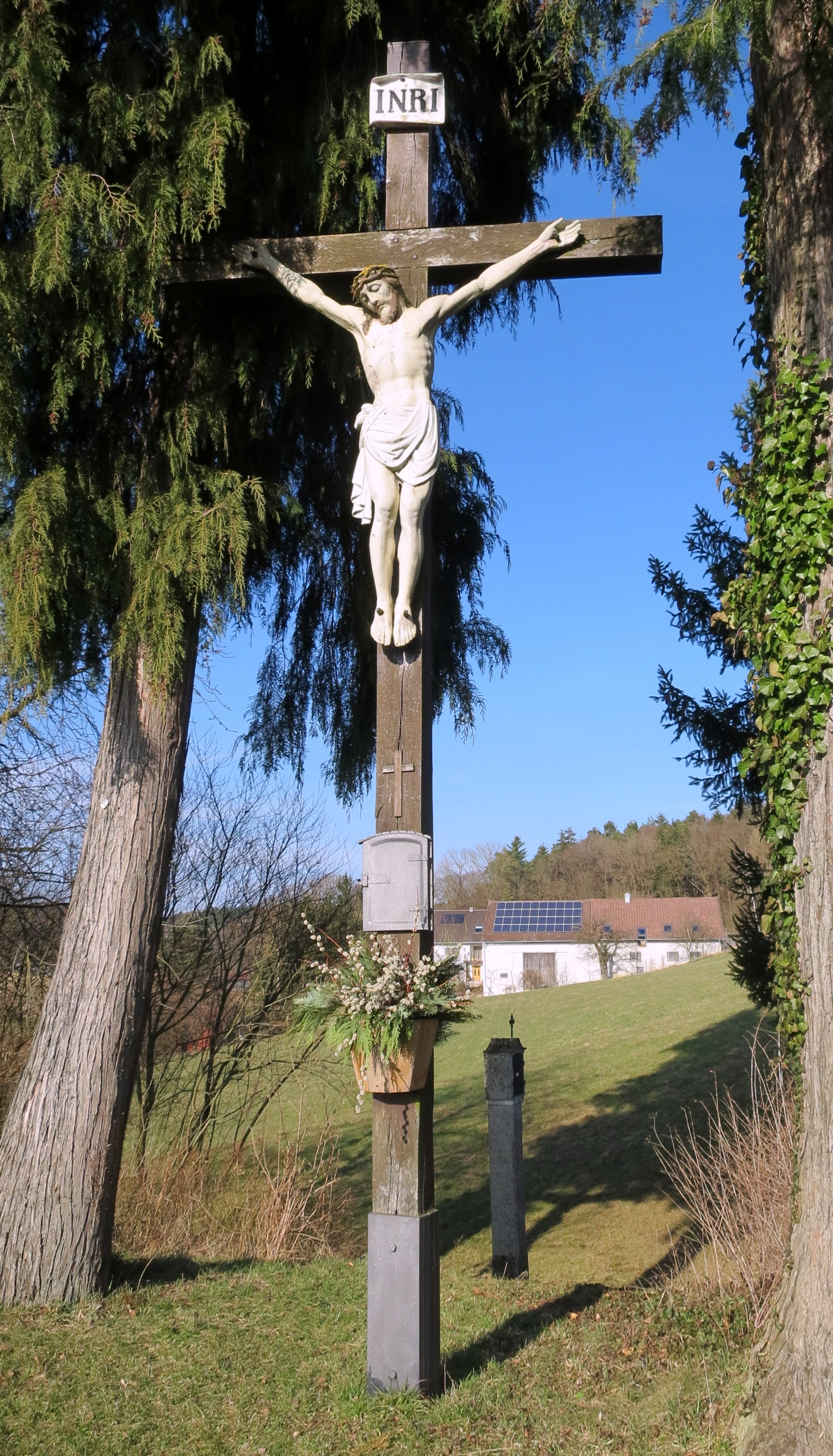
Zweiter Schächer